# 基于对象语言
基于对象语言（英語：object-based language），常指某种编程语言使用了“对象”该概念，即将状态和操作封装（包裹）在“对象”里面。面向对象语言除了拥有“对象”该概念以外，还拥有继承等功能。面向对象语言是基于对象编程语言的子集。
在这种定义下，基于原型是基于对象的，如JavaScript，其他的例子有：早期版本的Ada、Visual Basic（VB）和Fortran 90。而面向对象则是基于类且基于对象的，如：Simula、Smalltalk、C++、Objective-C、Eiffel、Xojo、Python、Ruby、Java、Visual Basic .NET、C#和Fortran 2003。另一种更常见的定义则是，只要使用“对象”该概念的编程语言都是面向对象语言，这种定义下，面向对象有两种分类：基于类的面向对象，基于原型的面向对象。